# Maximilian Schubert
Maximilian Schubert (* 7. September 1990 in Wiesbaden) ist ein deutscher Handballspieler. Er wird auf der Position Linksaußen eingesetzt.

## Karriere
Der 1,94 Meter große Rechtshänder begann in der Jugend bei der TuS Dotzheim. Zur Saison 2008/09 wechselte Schubert zur TSG Groß-Bieberau. Von 2010 bis 2013 stand er bei Frisch Auf Göppingen unter Vertrag. Ab der Saison 2013/14 spielte er beim TuS N-Lübbecke. Im Sommer 2015 schloss er sich dem Drittligisten MSG Groß-Bieberau/Modau an. Im Februar 2017 kehrte Schubert zum TuS Dotzheim zurück, mit deren Männermannschaft er in der Oberliga antrat. Seit der Saison 2025/26 ist er beim TV Erbenheim als Spielertrainer tätig.
Außerdem spielte Schubert in der Junioren-Nationalmannschaft und bestritt 13 Junioren-Länderspiele für das deutsche Nationalteam.

## Erfolge
- U-18-Junioren-Europameister 2008
- Wahl ins All-Star-Team U-20-Europameisterschaft 2010
- EHF-Pokalsieger 2011 und 2012
- U-21-Junioren-Weltmeister 2011

## Bundesligabilanz
| Saison    | Verein               | Spielklasse | Spiele | Tore | 7-Meter | Feldtore |
| --------- | -------------------- | ----------- | ------ | ---- | ------- | -------- |
| 2010/11   | Frisch Auf Göppingen | Bundesliga  | 31     | 79   | 55      | 24       |
| 2011/12   | Frisch Auf Göppingen | Bundesliga  | 18     | 37   | 11      | 26       |
| 2012/13   | Frisch Auf Göppingen | Bundesliga  | 15     | 34   | 3       | 31       |
| 2013/14   | TuS N-Lübbecke       | Bundesliga  | 33     | 81   | 46      | 35       |
| 2010–2014 | gesamt               | Bundesliga  | 97     | 231  | 115     | 116      |